# Акула-зебра
Зеброва акула, або акула-зебра (Stegostoma fasciatum) — єдиний вид родини зебрових акул (Stegostomatidae). Легко впізнавана завдяки плямистому забарвленню, поздовжнім гребеням вздовж боків та довгому хвосту.
Поширена в тропічних і субтропічних водах Тихого та Індійського океанів, іноді зустрічається в південній частині Японського моря.

## Опис

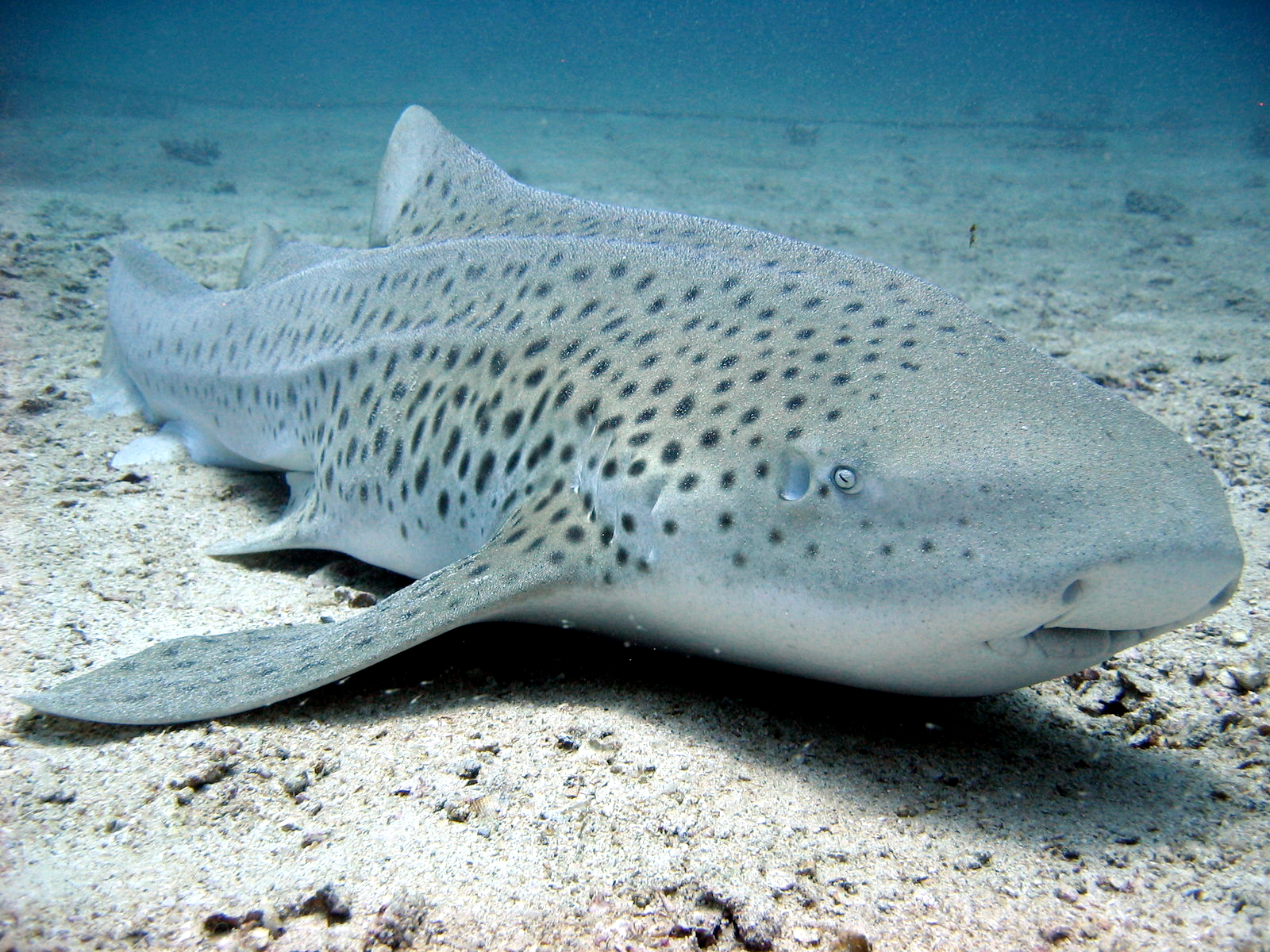

Довжина зебрової акули може досягати 2,3 м. Тіло циліндричне, з п'ятьма виступаючими поздовжніми гребенями на шкірі (у дорослих). Голова широка, дещо сплощена. Є 5 пар невеликих зябрових щілин. Ніздрі з короткими вусиками. Рот помірно великий, зуби слабо диференційовані, мають центральну вершину і два бічних зубчики; 28—33 у верхній щелепі та 22—32 у нижній. Перший спинний плавець більший за другий. Шипів при плавцях немає. Грудні плавці досить великі й широкі, набагато більші, ніж черевні. Черевні плавці менші за перший спинний, але більші, ніж другий, і приблизно такі ж, чи дещо більші, ніж анальний плавець. Хвостовий плавець дуже довгий, біля половини загальної довжини акули, причому він не має нижньої лопаті.
Колір у дорослих жовто-коричневий з темно-коричневими плямами; черевний бік має бліде забарвлення. Молоді особини (до 70 см) забарвлені зовсім інакше: вони темного кольору з білими плямами та вертикальними смугами. Через це, а також те, що вони не мають гребенів на шкірі, раніше їх вважали окремим видом.

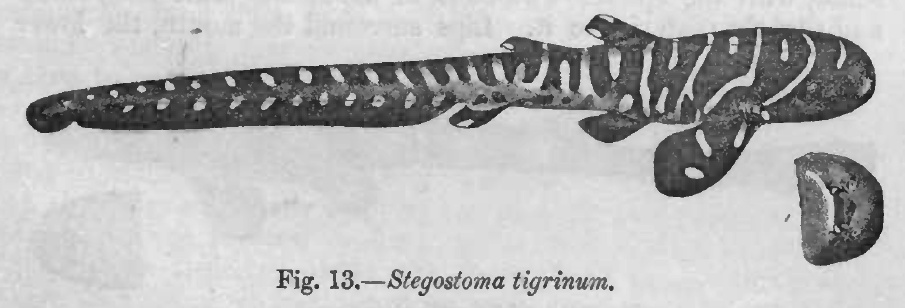
Молода зеброва акула

Харчується акула в основному молюсками, а також ракоподібними та дрібною рибою і не становить небезпеки для людини. Але може вкусити, якщо її спровокувати.
Зеброва акула — яйцекладний вид. Довгасті яйцеві капсули цієї акули мають рогові придатки, за допомогою яких вони й прикріплюються до дна. Тривалість життя оцінюється у 25—30 років.
Ця акула відносно добре переносить неволю; її часто можна зустріти в експозиціях океанаріумів та акваріумах.